# 274
274 (CCLXXIV) a fost un an al calendarului iulian.

## Nașteri
- 27 februarie: Constantin cel Mare (Constantin I), împărat roman (d. 337)

## Decese
- 30 decembrie: Felix I, papă al Romei (n. ?)
- Zenobia, 34 ani, regină a coloniei romane Palmyra (n. 240)